# Sérgio Dávila
Sérgio Dávila (São Paulo, 1965 -) é um jornalista brasileiro, atualmente é diretor de redação da Folha de S.Paulo, assumindo o posto após Maria Cristina Frias ter ficado no posto por 7 meses.
Inicialmente, foi repórter da Revista da Folha. Na sequência, editou a ‘Ilustrada’, caderno voltado a destacar pautas culturais, de 1996 a 2000. Depois, foi escalado para ser correspondente internacional da Folha de S. Paulo, onde cobriu do atentado às torres gêmeas à primeira eleição de Barack Obama. Também cobriu a Guerra do Iraque, conquistando o Prêmio Esso de 2003 com o livro Diário de Bagdá – A Guerra do Iraque segundo os bombardeados.